# BMW・ビジョン・ノイエ・クラッセ
BMW・ビジョン・ノイエ・クラッセ (BMW Vision Neue Klasse)はIAAモビリティ2023で発表されたコンセプトカーである。

## 概要
ビジョン・ノイエ・クラッセはBMWの次世代を表す電動コンセプトモデル。
直線的なデザインのボディは、前方に大きく傾斜した「シャークノーズ」や21インチの「エアロダイナミックホイール」、センサーによる自動開閉ドアなどが特徴。BMWの伝統であるキドニーグリルの中にヘッドライトが配置された新しいフロントフェイスを採用し、テールライトは3Dプリントされた光の要素が、奥行きのある広がりを持つデザインになっている。
インテリアはシンプルなデザインで、クロームメッキやレザーは一切使用されておらず、フロントガラスいっぱいに投影される「BMWパノラミックビジョン」と四角形のセンターディスプレイ、ステアリングホイールのマルチファンクションボタンを介して操作できる。
ビジョン・ノイエ・クラッセには第6世代となるBMW「eDrive」システムが搭載され、新開発の円形バッテリーを搭載。これにより、充電効率は最大30%向上、航続距離も最大30%伸びる。車両全体での効率も最大25%向上している。

ビジョン・ノイエ・クラッセの市販モデルは、ハンガリー、デブレツェンの新工場において、化石燃料を使用せず、CO2排出量の少ない原料や二次原料を多用して製造される。

## 参照
1. ↑  https://www.webcg.net/articles/-/48833
2. ↑  https://response.jp/article/2023/09/06/374821.html
3. ↑  https://response.jp/article/2023/09/05/374803.html
4. ↑  https://www.autocar.jp/post/964709/2